# Вудингдинский колодец
Вудингдинский колодец (англ. Woodingdean Water Well) — колодец во дворе больницы Наффилд в Брайтон-энд-Хове, Англия, Великобритания. Он знаменит тем, что является самым глубоким в мире колодцем, вырытым ручным способом. Его глубина составляет более 390 метров (1285 футов), что на 10 метров превосходит высоту небоскрёба «Эмпайр-стейт-билдинг» (без учёта антенн). А если выразить его глубину в стандартных железобетонных колодезных кольцах, высотой 90 см каждое, то получится, что шахту колодца составляют примерно 435 колец. 
Был построен Brighton`s Guardians для обеспечения водой работного дома (англ. Workhouse), а также для нужд новой промышленной школы. Она была создана для представителей городских низов, живущих в работном доме, и предназначена, чтобы обучить молодёжь «навыкам труда» и избавить от «проклятия пауперизма». От идеи снабжения водопроводной водой администрация решила отказаться из-за чрезмерных затрат, и поэтому выбор был остановлен на колодце. Работы по строительству колодца начались в 1858 году и были завершены через четыре года, 16 марта 1862 года. Все работы выполнялись сотрудниками одного из местных работных домов. Вода была обнаружена на глубине около 390 м (1285 футов) — более половины шахты оказалась ниже уровня моря. Несмотря на затраты, колодец использовался по назначению всего четыре года, после чего от него отказались в пользу более рентабельного и практичного водопроводного снабжения.  
Сооружение занесено в «Книгу рекордов Гиннесса» как самый глубокий колодец в мире из тех, что вырыты вручную. Его глубина составляет 391,6 м. Более глубокие колодцы были получены в результате бурения. Так, самая глубокая водяная скважина Stensvad Water Well 11-W1 (штат Монтана, США) достигла 2231 м, а геотермальный паровой колодец The Thermal Power Co (штат Калифорния, США) — более 2750 м. Британское сооружение не является самым большим вырытым вручную колодцем, так как его значительно превосходит Большой колодец в Гринсбурге (штат Канзас, США), занимающий по этому параметру первое место. Так, несмотря на то, что его глубина всего 33 метра (109 футов), его диаметр составляет более 9 м (32 фута), что делает его по этому показателю крупнейшим в мире.

## В культуре
Колодец несколько раз фигурировал в сериале Itch Саймона Мэйо, так как именно здесь главный герой сбрасывает радиоактивный элемент 126.